# فرناندو وود
فرناندو وود (بالإنجليزية: Fernando Wood)‏ هو سياسي أمريكي، ولد في 14 يونيو 1812 في فيلادلفيا في الولايات المتحدة، وتوفي في 14 فبراير 1881 في هت سبرينغز في الولايات المتحدة. حزبياً، نشط في الحزب الديمقراطي.

## مناصب
- انتخب عضو مجلس النواب الأمريكي (4 مارس 1841 – 3 مارس 1843).
- انتخب عضو مجلس النواب الأمريكي عن دائرة New York's 5th congressional district [الإنجليزية]‏ (4 مارس 1863 – 3 مارس 1865).
- انتخب عضو مجلس النواب الأمريكي عن دائرة New York's 9th congressional district [الإنجليزية]‏ (4 مارس 1867 – 3 مارس 1873).
- انتخب عضو مجلس النواب الأمريكي عن دائرة New York's 10th congressional district [الإنجليزية]‏ (4 مارس 1873 – 3 مارس 1875).
- انتخب عمدة مدينة نيويورك (1855 – 31 ديسمبر 1858).
- انتخب عمدة مدينة نيويورك (1860 – 31 ديسمبر 1862).
- انتخب عضو مجلس النواب الأمريكي عن دائرة New York's 9th congressional district [الإنجليزية]‏ (4 مارس 1875 – 14 فبراير 1881).

## روابط خارجية
- فرناندو وود على موقع الموسوعة البريطانية (الإنجليزية)